# Incel
Treść tego artykułu może nie być zgodna z zasadami neutralnego punktu widzenia.
Dokładniejsze informacje o tym, co należy poprawić, być może znajdują się w dyskusji tego artykułu.
 Po wyeliminowaniu niedoskonałości należy usunąć szablon {{Dopracować}} z tego artykułu.
Incel (od zbitki angielskich wyrazów involuntary celibacy, mimowolny celibat, lub involuntarily celibate, żyjący w mimowolnym celibacie) – członek internetowej subkultury ludzi, którzy definiują samych siebie jako osoby niezdolne do znalezienia romantycznego lub seksualnego partnera pomimo chęci.Nikt bedący incelem nie chce nim być i naprawdę cierpią z powodu incelizmu. Dyskusje na incelskich forach często charakteryzują się żalem i nienawiścią, mizoandrią, mizoginią i często dotyczą ideologii blackpillu, mizantropią, niską samooceną i obrzydzeniem samym sobą, rasizmem. Amerykańskie Southern Poverty Law Center SPLC opisuje subkulturę jako część internetowego ekosystemu męskiej supremacji i zalicza ją na swoją listę grup nienawiści. Szacunki odnośnie do liczby inceli są różne i najczęściej szacuje się, że osób utożsamiających się z tą subkulturą jest od tysięcy do około setek tysięcy.
Termin „incel” pojawił się już w 1997 roku, jednak nikt wówczas nie wiązał go z manosferą. Znajduje się na blogu Alany, biseksualnej kobiety z Kanady, która postanowiła stworzyć przestrzeń internetową dla osób takich jak ona, którym brakuje związków romantycznych i seksualnych. Doprowadziło to do powstania strony internetowej Alana’s Involuntary Celibacy Project, na której ludzie każdej płci mogą dzielić się swoimi doświadczeniami. Od tego czasu termin ten znacznie ewoluował i dziś jest kojarzony z gałęzią manosfery. Inne źródła podają, że subkultura powstała na początku XXI wieku.
Od 2014 roku zostało popełnionych co najmniej 8 masowych ataków na ludzi w stylu ataków terrorystycznych przez inceli, w wyniku których zginęło łącznie 61 osób i wiele innych zostało także rannych. Społeczność incelska jest bardzo często krytykowana przez badaczy i media za mizoginię, pochwałę przemocy, sprzyjanie ekstremistycznym przekonaniom i radykalizowanie swoich członków.

## Charakterystyka
Osoby identyfikujące się jako incele są co do zasady przekonane o własnej nieatrakcyjności fizycznej oraz żyją w przeświadczeniu, że kobiety mają bardzo wysokie wymagania wobec partnerów.
Incele, w celu poprawienia swojego wyglądu, stosują szereg sposobów jego poprawienia, z ang. looksmaxxing. Od najmniej inwazyjnych np. zapuszczania brody, czy ćwiczenia na siłowni, do zabiegów chirurgicznych, przeszczepów włosów, po najbardziej inwazyjne, np. bonesmashing, czyli regularne uderzanie po twarzy ciężkim obiektem np. młotkiem, co po pewnym czasie może skutkować pojawieniem się struktur kostnych, uwydatnieniem szczęki czy łuku brwiowego. Stosują również geomaxxing(Seamaxx)czyli wyjazdy w kraje gdzie są uważani za bardziej atrakcyjnych.
Środowisko inceli za swój mimowolny celibat obwinia kobiety, a także społeczeństwo, które ich zdaniem promuje hipergamię. Dyskusje na forach prowadzonych przez inceli cechują się dużą ilością negatywnych emocji, mizantropią, obecnością memów internetowych, czarnego humoru i specyficznego slangu. Incele są w zdecydowanej większości heteroseksualnymi mężczyznami – z powodu przekonania, że to kobiety dobierają partnerów oraz że znalezienie partnera seksualnego jest dla nich łatwe – popularnym wśród inceli jest pogląd, że wyłącznie mężczyźni mogą przynależeć do tego środowiska; jeśli więc kobieta żyje w celibacie, to tylko z własnego wyboru. Niektórzy incele rozpowszechniają ironiczne memy mówiące między innymi, że zgwałcenie jest moralnie dopuszczalne i nie powinno być karane; postulują w nich także powstanie państwa, w którym prowadzona byłaby powszechna redystrybucja seksu. Członkowie niektórych grup o szczególnie głębokich urazach lub zaburzeniach osobowości mogą wyznawać takie poglądy całkowicie poważnie – stanowiąc zagrożenie dla społeczeństwa i niekiedy popełniając przestępstwa lub nawet masowe zbrodnie.
Incele mają wrogi stosunek do feminizmu, a także popierają ruch praw mężczyzn. Ponadto, mimo skupiania się na kwestiach seksualnych, krytykują współczesne społeczeństwo za rozwiązłość seksualną i głoszą reakcyjne postulaty na temat relacji damsko-męskich, w tym dotyczące tradycyjnych ról płciowych. Niektórzy przejawiają tendencje do afirmacji kontrowersyjnych postaw oraz krańcowych doktryn politycznych; część ma skrajnie prawicowe poglądy i wspiera ideologię alt-right. W radykalnych odłamach społeczności inceli padają pozytywne wypowiedzi na temat masowych morderców, którzy wyglądali na niedostosowanych społecznie i seksualnie, mimo iż nie powoływali się wprost na ten ruch albo dokonali zbrodni przed jego powstaniem, jak Marc Lépine, Patrick Crusius, Cho Seung-hui, Dimitrios Pagourtzis, Dylann Roof, George Hennard,

## Zwiekszone prawdopodobieństwo depresji u inceli
Bycie incele wywołuje szkany społeczne(Nazywane ich od prawiczków,stuleji,przegrywów itp.) co wywołuje niską samoocene.
W dużym badaniu nad depresją, przeprowadzonym w 23 krajach, bycie singlem lub wdowcem okazało się silniejszym czynnikiem ryzyka depresji u mężczyzn niż u kobiet. Podobnie, utrata partnerki, zwłaszcza w młodym wieku, znacząco zwiększa ryzyko samobójstwa wśród mężczyzn, co sugeruje, że kobiety mogą cechować się mniej intensywnym i bardziej transakcyjnym stylem miłości. Jedno z badań wykazało, że samotni mężczyźni są mniej szczęśliwi niż samotne kobiety.[69] Status osoby samotnej stanowi większy czynnik ryzyka rozwoju depresji u mężczyzn niż u kobiet. Po uwzględnieniu różnych czynników demograficznych, prawdopodobieństwo śmierci w ciągu najbliższego roku jest o 33% wyższe u nieżonatych mężczyzn niż u mężczyzn żonatych, podczas gdy u kobiet niezamężnych wzrasta ono o 14% w porównaniu do kobiet zamężnych. Małżeństwo działa ochronnie na przeżywalność zarówno u mężczyzn, jak i u kobiet, jednak korzyść ta jest wyraźniejsza u mężczyzn.

## Społeczność inceli
W internecie powstało począwszy od około roku 2015 wiele społeczności zrzeszających inceli. Wcześniej były to nieznaczne grupki działające na łamach forów i niektórych portali społecznościowych. Wzrost popularności incelskich społeczności prawdopodobnie wiązał się z zainteresowaniem mediów tymi osobami po masakrze w Isla Vista z 2014 roku, która była pierwszym zamachem popełnionym przez incela, a także ze wzrostem popularności radykalnego nurtu alt-right w Stanach Zjednoczonych.W polsce nie ma dowodów na powiazanie wszystkich inceli z skrajną prawicą
Największa z incelskich społeczności powstała na portalu Reddit. Niejednokrotnie wzbudzała zainteresowanie amerykańskich mediów ze względu na nienawistne treści wobec kobiet tam zamieszczane, m.in. pytania o najbardziej efektywny sposób w jaki można odurzyć kobietę i ją zgwałcić, odczłowieczaniem kobiet i pochwałą dla ataku z Isla Vista i kolejnych zabójstw popełnianych przez inceli. Incele z portalu Reddit stworzyli także charakterystyczny dla siebie slang i terminy na zjawiska społeczne. Przykładowo Chad i Stacy były określeniami na atrakcyjnych i przystojnych mężczyzn i kobiety, femoidy to termin odczłowieczający kobiety, a powstanie Beta było terminem na potencjalne przyszłe powstanie przeciwko normom obyczajowym i społecznym ze strony samców beta, czyli w terminologii inceli mężczyzn gorszego sortu pod względem atrakcyjności. Subreddit r/incels został zamknięty w listopadzie 2017 roku ze względu na nienawistne treści i propagowanie przemocy wobec kobiet.
Społeczność incelska zaczęła wzbudzać coraz większe zainteresowanie i kontrowersje w mediach na całym świecie w następstwie ataku w Toronto z 2018 roku, kiedy członek tej społeczności, otwarcie chwalący wcześniej sprawcę masakry w Isla Vista w internecie przed atakiem, wjechał w tłum pieszych na skrzyżowaniu ulicznym i zabił 11 osób, a 15 ranił. Tematyką incelizmu zainteresowały się także ruchy feministyczne i lewica jako przykład tak zwanej toksycznej męskości i radykalizacji skrajnej części manosfery na alt-right i inne skrajne ruchy. Po ataku w Toronto wielu członków tej społeczności zaczęło wychwalać sprawcę i jego czyn, niektórzy przerabiali wizerunek jego i wizerunek sprawcy masakry w Isla Vista na ikony chrześcijańskie lub wklejali w te ikony twarze dwóch zamachowców. Także w Polsce wiele mediów zainteresowało się tematyką inceli i zwróciło uwagę na obecność tej społeczności także w polskim internecie. W 2019 roku wojska USA w wielu bazach w Teksasie ostrzegły żołnierzy przed możliwymi przejawami radykalizacji incelskiej wśród współtowarzyszy w armii po próbie zamachu w Dallas podjętej przez incela, który był wojskowym.
Najwięcej społeczności inceli w internecie powstało w Stanach Zjednoczonych lub na ogólnoświatowych forach obrazkowych lub forach, na których trudno jest zidentyfikować prawdziwą tożsamość użytkownika. Wiele źródeł podaje jednak, że najwięcej inceli jest faktycznie w USA. Krajami, w których także powstało na lokalnych stronach internetowych bardzo wiele takich społeczności są Włochy i Szwecja. Większość inceli udziela się w takich miejscach, które gwarantują z reguły wysoką anonimowość lub gdzie moderacja lub administracja przymyka oko na potencjalne nienawistne treści. Powstają także strony specjalnie stworzone do pisania na nich przez osoby utożsamiające się z tym określeniem, a także serwery na komunikatorach typu Discord.

### W Polsce
W Polsce społeczność inceli korzysta z portali takich jak wykop.pl, które od dawna są krytykowane za słabą moderację i szerzenie na nich nienawistnych treści przez użytkowników. Dwa najpopularniejsze tagi związane ze społecznością inceli na wykop.pl to #przegryw i #stulejacontent. Społeczność była krytykowana przez działające w internecie polskie media, między innymi Krytykę Polityczną, gazetę pl czy Spider's Web za nienawiść tam obecną. Podobnie jak w przypadku społeczności z portalu Reddit, na wykop.pl incele także utworzyli własne określenia, z których wiele ma pejoratywny, wulgarny i stereotypowy wydźwięk (p0lka – na określenie kobiet z Polski, Julka – określenie stereotypowej atrakcyjnej i niezbyt inteligentnej dziewczyny, normictwo – stereotypowi przeciętni nastolatkowie) i które rozpropagowali po wielu innych miejscach w polskojęzycznym internecie. Społeczność inceli z tego portalu była także zaangażowana w kilka głośnych i kontrowersyjnych akcji, które zyskały rozgłos w polskich mediach w internecie, m.in. Akcja Dziewczyny bez Tabu, która miała na celu zniszczenie pewnej społeczności kobiet z internetu, które drwiły z mężczyzn, a także Projekt Klaudiusz, który miał na celu tworzenie wielu fałszywych kont na portalu randkowym Tinder ze zdjęciami przystojnych mężczyzn znalezionych w internecie w celu oszukania kobiet szukających tam partnerów, podobną akcję powtórzono w 2021 roku. Na wielu innych tagach powiązanych ze społecznością inceli na portalu dochodziło także do przypadków publikowania zdjęć o charakterze intymnym przypadkowych kobiet bez ich wiedzy i zgody. Media zajmujące się sprawą zwracały uwagę także na sposób komunikacji między użytkownikami i przypadki masowego trollowania na łamach tagów (szczególnie pod koniec 2018 i na początku 2019 roku).
W roku 2023 na polskim rynku wydawniczym pojawił się reportaż, Aleksandry Herzyk i Patrycji Wieczorkiewicz pt. Przegryw: mężczyźni w pułapce gniewu i samotności. Książka jest próbą charakterystyki incelosfery, autorki namówiły do rozmów przedstawicieli tej grupy, prezentują wyniki badań wielu specjalistów. Przed wydaniem książki autorki spędziły wiele godzin na rozmowach na Woilerze Goblinów, zamkniętym serwerze na Discordzie, czy na incelskich grupach na Facebooku, jak Spermawka, oraz na chanach, czyli forach obrazkowych.

## Akty przemocy
W Ameryce Północnej i Europie Zachodniej dochodziło do zabójstw, których dopuścili się mężczyźni zaliczani przez niektóre źródła do inceli. W zamachach tych zginęły łącznie 72 osoby (nie licząc ośmiu sprawców).

### Stany Zjednoczone
- Masakra w Isla Vista. 23 maja 2014 Elliot Rodger (22 lata) zabił nożem trzech studentów w akademiku, następnie postrzelił kolejne trzy studentki na terenie kampusu, zabijając dwie, a później jednego studenta w delikatesach, po czym popełnił samobójstwo. Był aktywnym członkiem manosfery[56].
- Strzelanina w szkole w Roseburgu. 1 października 2015 Christopher Harper-Mercer (26 lat) zabił 9 osób, po czym został zastrzelony przez policję[57].
- Strzelanina w Aztec High School. 7 grudnia 2017 William Atchison (21 lat) zastrzelił dwóch licealistów, po czym popełnił samobójstwo (jedna ofiara była płci męskiej, druga żeńskiej).
- Strzelanina w Douglas High School w Parkland. 14 lutego 2018 Nikolas Cruz (19 lat) dokonał masakry na terenie swojego byłego liceum, zabijając 17 osób[58].
- Strzelanina w Dayton. 4 sierpnia 2018 Connor Betts (24 lata) zastrzelił 9 osób i ranił 27 innych, po czym popełnił samobójstwo[59][60][61].
- Strzelanina w Tallahassee (Floryda). 2 listopada 2018 Scott Paul Beierle (40 lat) zabił dwie kobiety w studiu jogi, po czym popełnił samobójstwo[62].
- W styczniu 2019 w Kolorado zatrzymano Christophera Cleary (27 lat), który umieszczał w Internecie groźby dokonania kolejnej masakry[63].
- Atak w Dallas (Teksas). 17 czerwca 2019 Bryan Isaack Clyde (23 lata) planował masakrę, ale zdołał jedynie ranić jedną osobę, po czym został zastrzelony przez policję.
- Strzelanina w Glendale (Arizona). 20 maja 2020 Armando Hernandez (20 lat) ciężko ranił trzy osoby.
- Strzelanina w Allen. 6 maja 2023 Mauricio Garcia (33 lata) zastrzelił 8 osób w centrum handlowym Allen Premium Outlets i ranił 7, po czym został zastrzelony przez policję[64].

### Kanada
- Atak w Edmonton. 31 lipca 2016 Sheldon Bentley (38 lat) zamordował mężczyznę.
- Atak w Toronto. 23 kwietnia 2018 Alek Minassian (25 lat) wjechał samochodem w tłum pieszych na skrzyżowaniu ulicznym, uśmiercając 10 osób.
- Atak w Toronto. 24 lutego 2020 niezidentyfikowany siedemnastolatek zadźgał maczetą jedną kobietę

### Wielka Brytania
- Strzelanina w Plymouth. 12 sierpnia 2021 Jake Davison (22 lata) zastrzelił 5 osób, w tym swoją matkę, a następnie popełnił samobójstwo.

### Słowacja
- Atak w szkole w Starej Wsi Spiskiej. 16 stycznia 2025 roku Samuel Straško (18 lat) zadźgał nożem wicedyrektorkę i 18-letnią koleżankę w szkole w Starej Wsi Spiskiej na Słowacji.